# Kabinett Saionji II
Das zweite Kabinett Saionji (jap. 第2次西園寺内閣, dai-niji Saionji naikaku) regierte Japan unter Führung von Premierminister Saionji Kimmochi vom 30. August 1911 bis zum 21. Dezember 1912.
Das 2. Kabinett von Premierminister Katsura Tarō hatte sich nach der erfolgreichen Einigung über eine Neufassung der ungleichen Verträge und dem Abschluss der Verfahren im Taigyaku Jiken zurückgezogen. Auf Empfehlung Katsuras wurde Saionji, Vorsitzender des Rikken Seiyūkai, als Nachfolger berufen. Sein Kabinett rekrutierte sich vor allem aus dem Seiyūkai nahestehenden Politikern.
Im Mai 1912 fand die 11. Wahl zum Unterhaus statt, in der das Rikken Seiyūkai seine starke Position ausbauen konnte und eine klare absolute Mehrheit gewann. Am 30. Juli 1912 verstarb der Meiji-Tennō, mit der Thronbesteigung Yoshihitos begann die Taishō-Zeit.
Im Dezember 1912 führte der Auftakt des Taishō Seihen („Taishō-Coup“) zum Rücktritt des zweiten Kabinetts Saionji: Es hatte sich geweigert, Heeresminister Uehara die Finanzierung zweier zusätzlicher Divisionen zu gewähren. Uehara erklärte seinen Rücktritt und die Weigerung des Heeres, einen Nachfolger zu nominieren, führte zum Rücktritt des gesamten Kabinetts. Zum Nachfolger Saionjis wurde wieder Katsura Tarō berufen. Der Konflikt zwischen Heer und Kabinett eskalierte darüber zu einer öffentlichen Debatte über das politische System und die Macht des Militärs.

## Staatsminister
| Amt                                    | Name                              | Adelsrang militär. Rang                                    | Partei/Gruppierung |
| -------------------------------------- | --------------------------------- | ---------------------------------------------------------- | ------------------ |
| Premierminister                        | Saionji Kimmochi                  | Kōshaku (Markgraf)                                         | Rikken Seiyūkai    |
| Außenminister                          | Uchida Kōsai                      | shishaku (Vizegraf)                                        |                    |
| Innenminister                          | Hara Takashi                      |                                                            | Rikken Seiyūkai    |
| Finanzminister                         | Yamamoto Tatsuo                   |                                                            | Rikken Seiyūkai    |
| Heeresminister                         | Ishimoto Shinroku † 2. April 1912 | danshaku (Baron) rikugun-taishō (Generaloberst des Heeres) |                    |
| Heeresminister                         | Uehara Yūsaku ab 5. April 1912    | danshaku (Baron) rikugun-taishō (Generaloberst des Heeres) | Satsuma-Clique     |
| Marineminister                         | Saitō Makoto                      | danshaku (Baron) kaigun-taishō (Admiral der Marine)        | Satsuma-Clique     |
| Justizminister                         | Matsuda Masahisa                  |                                                            |                    |
| Kultusminister                         | Haseba Sumitaka                   |                                                            | Rikken Seiyūkai    |
| Minister für Landwirtschaft und Handel | Makino Nobuaki                    | danshaku (Baron)                                           | Satsuma-Clique     |
| Kommunikationsminister                 | Hayashi Tadasu                    | hakushaku (Graf)                                           |                    |

## Andere Positionen
| Amt                        | Name           |
| -------------------------- | -------------- |
| Chefkabinettssekretär      | Minami Hiroshi |
| Leiter des Legislativbüros | Okano Keijirō  |